# Pedro Tenorio Lezama
Pedro Tenorio Lezama (n. 1954) es un botánico y profesor mexicano.

## Biografía
Se licenció en ciencias por la Facultad de Ciencias, UNAM, con el tema "Florística"; y luego realiza la maestría en ciencias en la misma unidad con la tesis "Flora, vegetación y fitogeografía". Es colector del Herbario Nacional (MEXU). Desde 1982 ha recolectado más de 18.000 especímees vegetales, recorriendo prácticamente todo México y partes de Centroamérica: en el Valle de Tehuacán-Cuicatlán ha recolectado alrededor de 7.000. Una buena parte de sus excursiones botánicas se han concentrado en la región de Caltepec, Puebla. En esa zona, realiza estudios sobre flora y vegetación.
Trabaja como investigador principal en el Departamento de Botánica, Instituto de Biología, Universidad Nacional Autónoma de México.

## Algunas publicaciones
- lorena Martínez g., pedro Tenorio l. 2008. Árboles y áreas verdes urbanas: de la ciudad de México y su zona metropolitana. Ed. Fundación Xochitla, 549 pp. ISBN 6079508605

- lourdes Villers r., fabiola Rojas g., pedro Tenorio l.. 2006. Guía Botánica Del Parque Nacional Malinche. Tlaxcala-Puebla. Ed. UNAM, 196 pp. ISBN 970321844X en línea

- leonor a.n. Abundis b., pedro Tenorio l., josefina Barajas-m. 2004. Árboles y arbustos del matorral xerófilo de Tehuacán, Puebla. Anatomía de maderas de México. Publ. especiales del Instituto de Biología 19. Ed. UNAM, 97 pp. ISBN 9703220940 en línea

## Honores
- 2001: medalla al Mérito Botánico de la Sociedad Botánica de México por su contribución a la flora mexicana[1]

### Eponimia
- (Euphorbiaceae) Mabea tenorioi Mart.Gord., J.Jiménez Ram. & Cruz Durán[2]

- (Fabaceae) Ateleia tenorioi J.Linares[3]

- (Lamiaceae) Salvia tenorioi Ramamoorthy ex B.L.Turner[4]

- (Melanthiaceae) Schoenocaulon tenorioi Frame[5]

- (Rubiaceae) Arachnothryx tenorioi (Lorence) Borhidi[6]

- La abreviatura «Tenorio» se emplea para indicar a Pedro Tenorio Lezama como autoridad en la descripción y clasificación científica de los vegetales.[7]